# (2715) Mielikki
(2715) Mielikki est un astéroïde de la ceinture principale.

## Description
(2715) Mielikki est un astéroïde de la ceinture principale. Il fut découvert le 22 octobre 1938 à Turku par Yrjö Väisälä. Il présente une orbite caractérisée par un demi-grand axe de 2,73 UA, une excentricité de 0,15 et une inclinaison de 6,7° par rapport à l'écliptique.
Il est nommé d'après la divinité Mielikki.

## Compléments